# Francesco Cherubini (Literat)

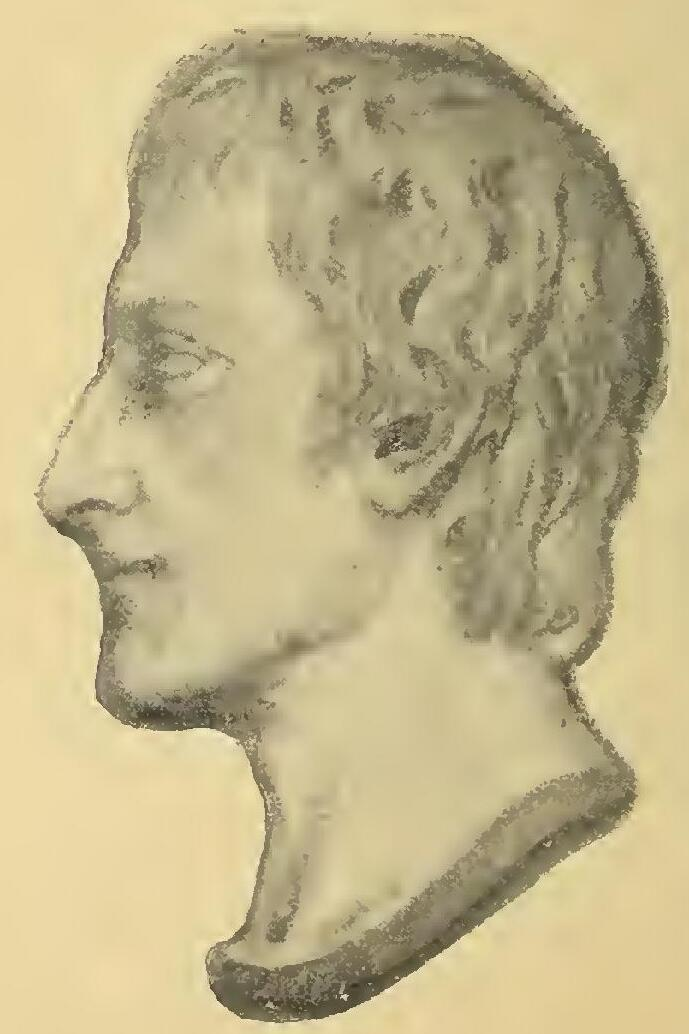
Francesco Cherubini

Francesco Cherubini (* 5. März 1789 in Mailand; † 4. Juni 1851 in Oliva di Lomaniga, Fraktion der Gemeinde Missaglia) war ein Mailänder Literat. Sein Name ist verbunden mit der Zusammenstellung eines mailändisch-italienischen Wörterbuchs und der ersten Sammlung von Autoren der mailändischen Literatur, die Alessandro Manzoni vor allem nach 1827 bei seinem Versuch nutzte, die sprachlichen Mittel des Mailändischen an den Gebrauch des Toskanischen anzupassen.

## Leben
Francesco Cherubini war Sohn des Komponisten und Typographen Giuseppe und dessen Ehefrau Maria Repossi. Er besuchte das Sankt-Alexander-Gymnasium, dann die Kurse des Pfarrhauses und das Priesterseminar. Überall erlebte er das, was er die schöne pädagogische Süsse seiner Zeit nennt (Ohrfeigen, augenzwinkernde Kreuze auf dem Boden, Nervereien usw.), und überall zeichnete er sich durch seinen lebhaften und nicht sehr nachgiebigen Charakter aus. Im September 1805 wurde er zum Schüler der Königlichen Druckerei und später zum Korrektor ernannt. Anschließend nahm ihn Giovanni Gherardini als Mitarbeiter für das Giornale Italiano auf.
Im Jahr 1812 war er Prüfer im Generalsekretariat des Kriegsministeriums und erteilte Unterricht in Italienisch, Englisch, Deutsch und Latein. Danach war er Kanzler der Censo a Bellano und dann in Ostiglia, schließlich Direktor der Imperial Regia Scuola normale di Piazza Gallo in Mailand. Die Tätigkeit, der er den größten Teil seiner Zeit und Energie widmete, war die Herausgabe des größten und unübertroffenen Wörterbuchs des Mailänder Dialekts (in fünf Bänden) sowie der ersten Reihe der Mailänder Schriftsteller in zwölf Bänden. Er schrieb als Sprachwissenschaftler auch ein Vokabular des mantuanischen Dialekts, eines des Lateinischen und andere Werke, meist didaktischer Natur.